# Saint Martin de l'If
Saint Martin de l'If est une commune nouvelle française créée le 1er janvier 2016 dans le département de la Seine-Maritime en région Normandie
Elle résulte de la fusion des anciennes communes de Betteville, La Folletière, Fréville et Mont-de-l'If, qui sont devenues à cette occasion des communes déléguées.

## Géographie

### Description

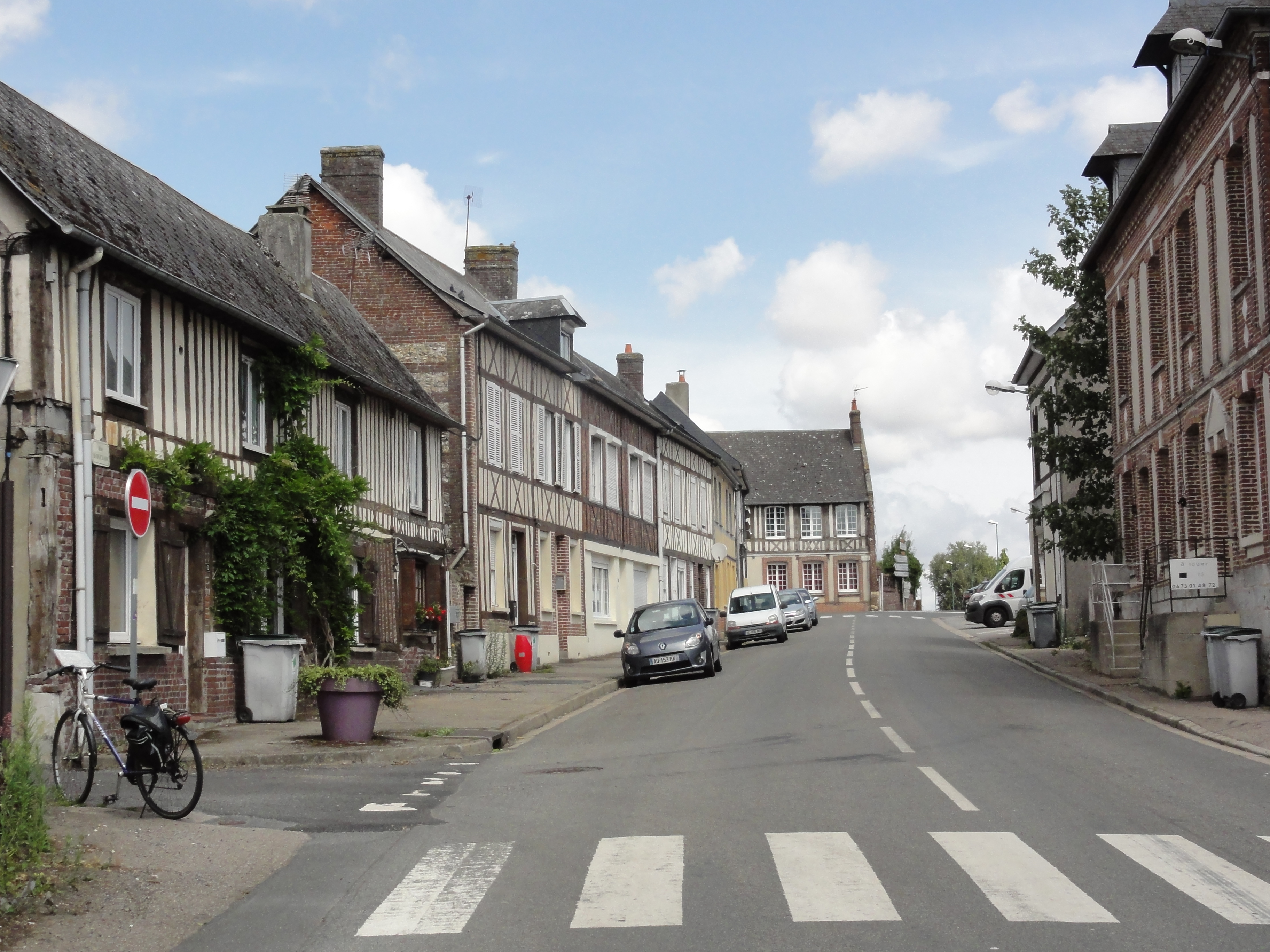
Paysage urbain :
La rue de Duclair à Fréville.

Saint Martin de l'If est une commune normande du pays de Caux située à 9 km au nord-est de Caudebec-en-Caux et d'un des méandres de la Seine,  à 7 km au sud-est d'Yvetot, et 24 km au nord-ouest de Rouen.
Il est aisément accessible par l'Autoroute A150.

### Communes limitrophes
| Touffreville-la-Corbeline | Écalles-Alix           | Croix-Mare   |
|                           | Saint Martin de l'If   | Blacqueville |
| Saint-Wandrille-Rançon    | Carville-la-Folletière |              |

### Hydrographie
La commune est située dans le bassin Seine-Normandie. Elle n'est drainée par aucun cours d'eau,.

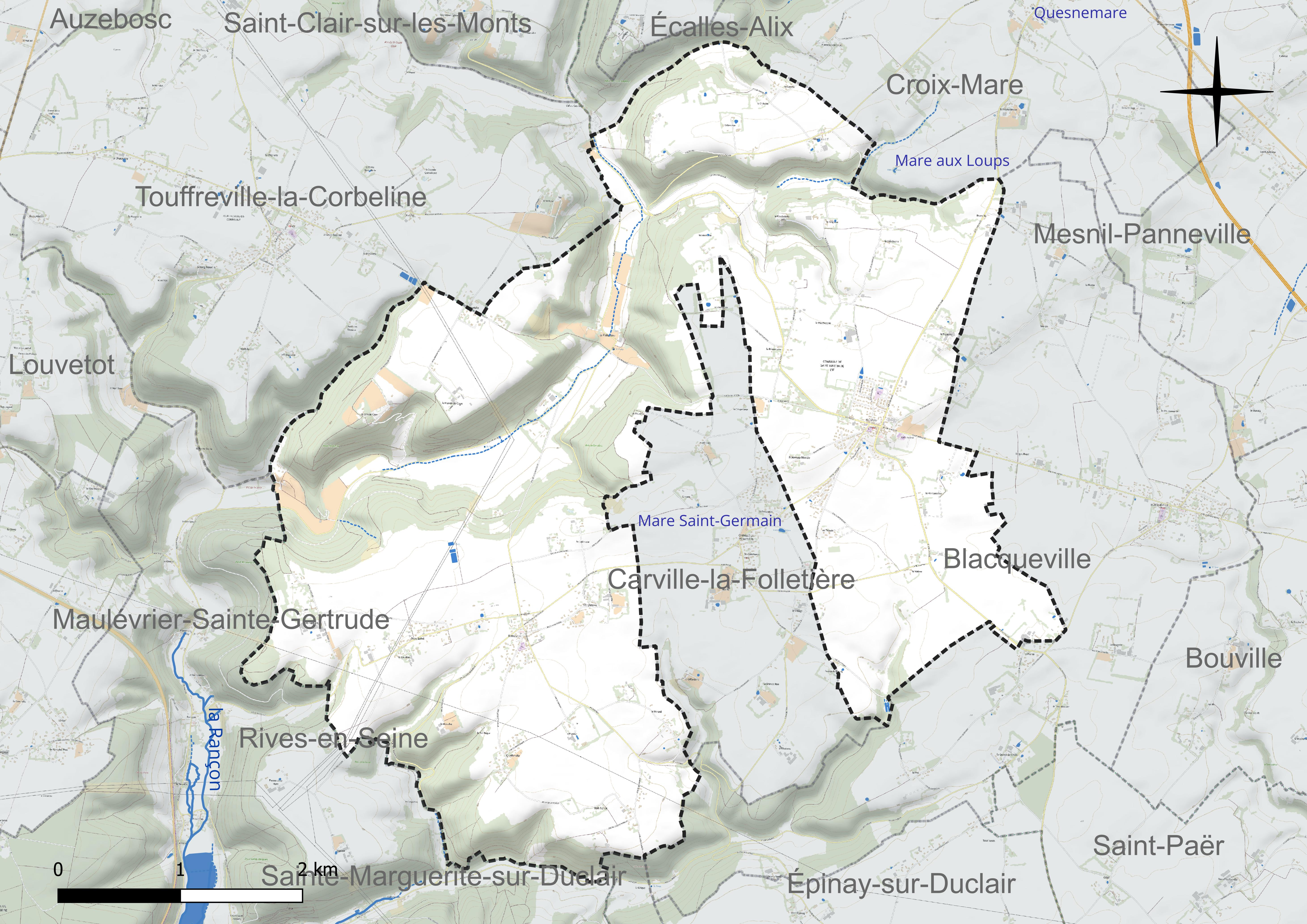
Réseau hydrographique de Saint Martin de l'If.

### Climat
Pour des articles plus généraux, voir Climat de la Normandie et Climat de la Seine-Maritime.
En 2010, le climat de la commune est de type climat des marges montargnardes, selon une étude du CNRS s'appuyant sur une série de données couvrant la période 1971-2000. En 2020, Météo-France publie une typologie des climats de la France métropolitaine dans laquelle la commune est exposée à un climat océanique et est dans la région climatique Côtes de la Manche orientale, caractérisée par un faible ensoleillement (1 550 h/an) ; forte humidité de l’air (plus de 20 h/jour avec humidité relative > 80 % en hiver), vents forts fréquents. Parallèlement le GIEC normand, un groupe régional d’experts sur le climat, différencie quant à lui, dans une étude de 2020, trois grands types de climats pour la région Normandie, nuancés à une échelle plus fine par les facteurs géographiques locaux. La commune est, selon ce zonage, exposée à un « climat maritime », correspondant au Pays de Caux, frais, humide et pluvieux, légèrement plus frais que dans le Cotentin.
Pour la période 1971-2000, la température annuelle moyenne est de 10,4 °C, avec une amplitude thermique annuelle de 13,9 °C. Le cumul annuel moyen de précipitations est de 884 mm, avec 13,2 jours de précipitations en janvier et 8,5 jours en juillet. Pour la période 1991-2020, la température moyenne annuelle observée sur la station météorologique la plus proche, située sur la commune d'Ectot-lès-Baons à 9 km à vol d'oiseau, est de 10,8 °C et le cumul annuel moyen de précipitations est de 905,5 mm,. Pour l'avenir, les paramètres climatiques de la commune estimés pour 2050 selon différents scénarios d’émission de gaz à effet de serre sont consultables sur un site dédié publié par Météo-France en novembre 2022.

## Urbanisme

### Typologie
Au 1er janvier 2024, Saint Martin de l'If est catégorisée commune rurale à habitat dispersé, selon la nouvelle grille communale de densité à sept niveaux définie par l'Insee en 2022.
Elle est située hors unité urbaine. Par ailleurs, la commune fait partie de l'aire d'attraction de Rouen, dont elle est une commune de la couronne,. Cette aire, qui regroupe 317 communes, est catégorisée dans les aires de 200 000 à moins de 700 000 habitants,.

### Voies de communication et transports
La commune est desservie par la ligne de car régional Nomad 526 qui va à Rouen.

## Toponymie
L'hagiotoponyme de la nouvelle commune est issu du nom du saint patron de l'église de Fréville et de Mont-de-l'If.

## Histoire
La commune nouvelle, issue du regroupement des quatre communes de Betteville, La Folletière, Fréville et Mont-de-l'If, qui deviennent à cette occasion des communes déléguées, est créé au 1er janvier 2016 par un arrêté préfectoral du 7 décembre 2015,,.

## Politique et administration

### Rattachements administratifs et électoraux
La commune se trouve dans l'arrondissement de Rouen du département de la Seine-Maritime.
Pour les élections départementales, la commune fait partie  du canton de Notre-Dame-de-Bondeville.
Pour l'élection des députés, elle fait partie de la cinquième circonscription de la Seine-Maritime.

### Intercommunalité
Saint Martin de l'If a été le siège, à sa création, de la communauté de communes du Plateau Vert, un établissement public de coopération intercommunale (EPCI) à fiscalité propre créé fin 2001.
Cette intercommunalité a été supprimée le 1er janvier 2017 et Saint Martin de l'If est désormais membre de la communauté de communes Yvetot Normandie.

### Administration municipale
De sa création aux élections municipales de 2020, le conseil municipal de la commune nouvelle était constitué de l'ensemble des conseillers municipaux en fonction lors de la fusion dans les anciennes communes. De 2020 aux élections municipales de 2026, le conseil municipal est constitué de 23 élus.
À compter des élections municipales de 2026, le conseil municipal sera constitué des 19 membres correspondant à l'importance de la population de la commune.

### Liste des maires
| Période      | Période  | Identité       | Étiquette | Qualité |
| ------------ | -------- | -------------- | --------- | --- |
| janvier 2016 | En cours | Sylvain Garand |           | Maire de Fréville (2001 → 2015) Président de la CC du Plateau Vert (2008 → 2016 ) Vice-président de la CC Yvetôt Normandie (2017 → ) Réélu pour le mandat 2020-2026 |

### Communes déléguées
À la création de la commune nouvelle, les anciennes communes sont devenues des communes déléguées dotées d'un maire délégué et de certains pouvoirs.
| Nom              | Code Insee | Intercommunalité   | Superficie (km2) | Population (dernière pop. légale) | Densité (hab./km2) |
| ---------------- | ---------- | ------------------ | ---------------- | --------------------------------- | ------------------ |
| Fréville (siège) | 76289      | CC du Plateau Vert | 5,80             | 930 (2013)                        | 160                |
| Betteville       | 76089      | CC du Plateau Vert | 8,57             | 567 (2013)                        | 66                 |
| La Folletière    | 76267      | CC du Plateau Vert | 5,05             | 75 (2013)                         | 15                 |
| Mont-de-l'If     | 76444      | CC du Plateau Vert | 3,50             | 102 (2013)                        | 29                 |

Les communes déléguées ont été supprimées lors du conseil municipal du 26 mai 2020 et la commune est gérée en totalité depuis la mairie de la commune nouvelle.

Les anciennes mairies déléguées
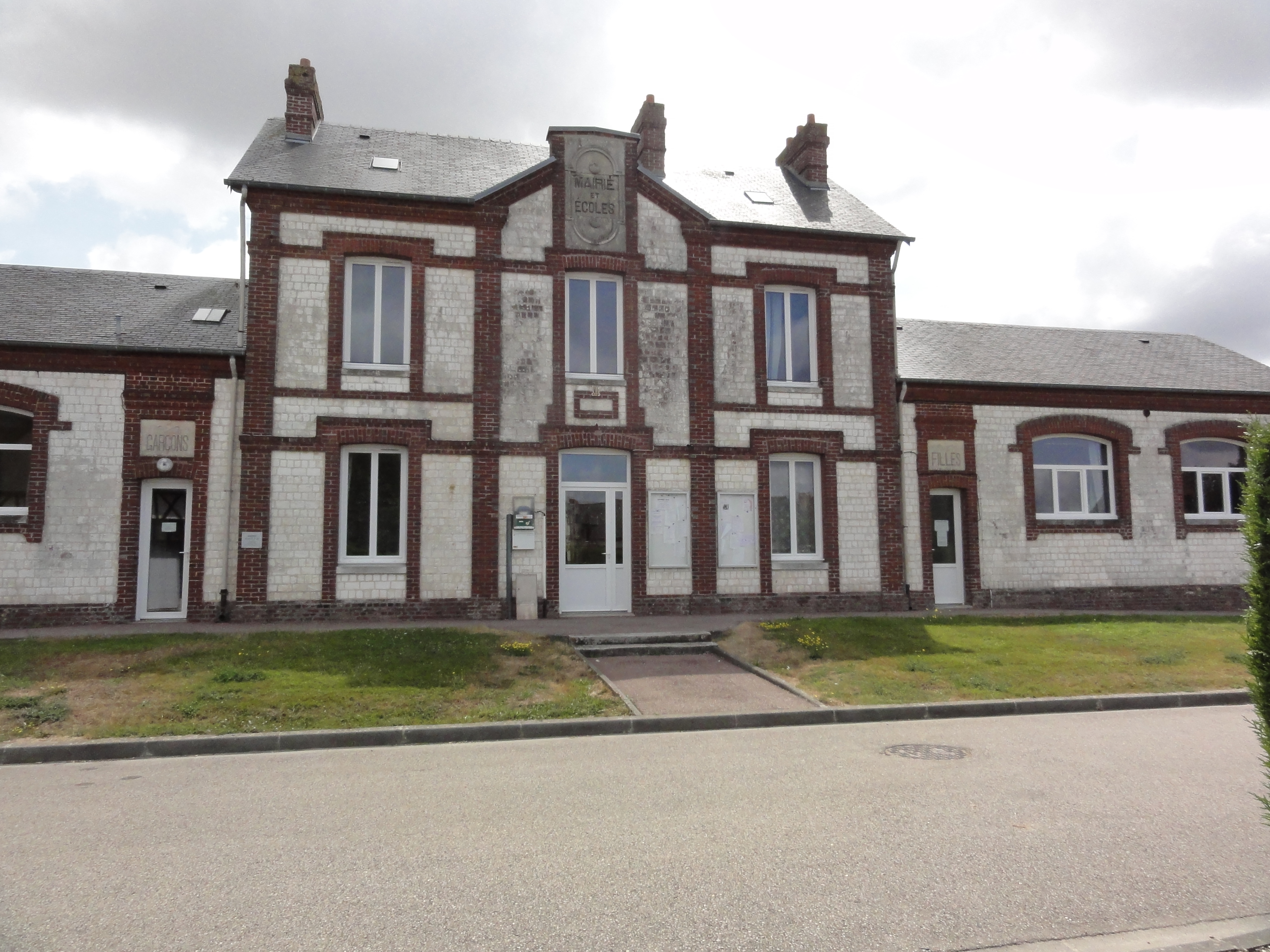
Mairie annexe (avec écoles) de Betteville.
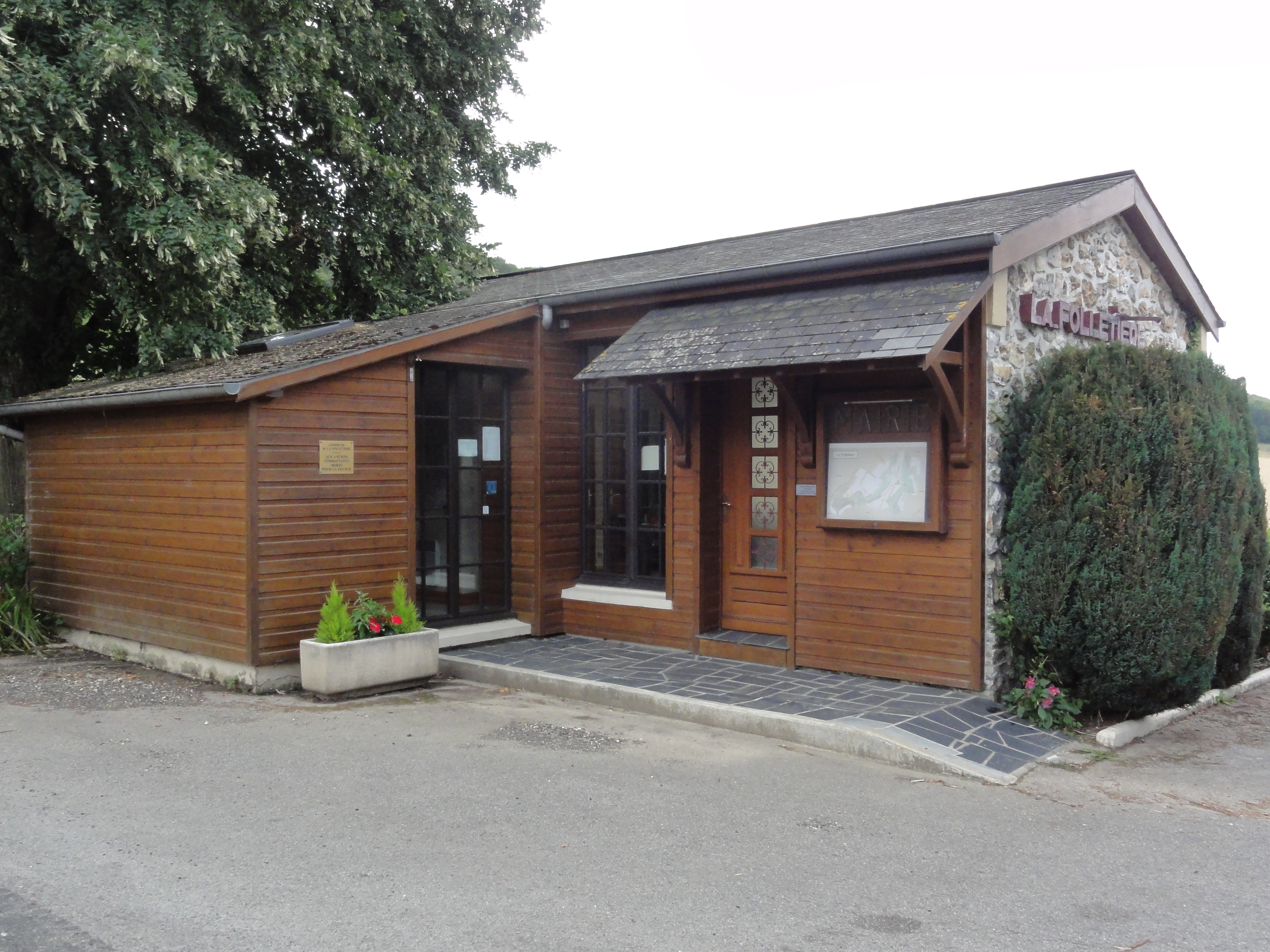
Mairie annexe de La Folletière.
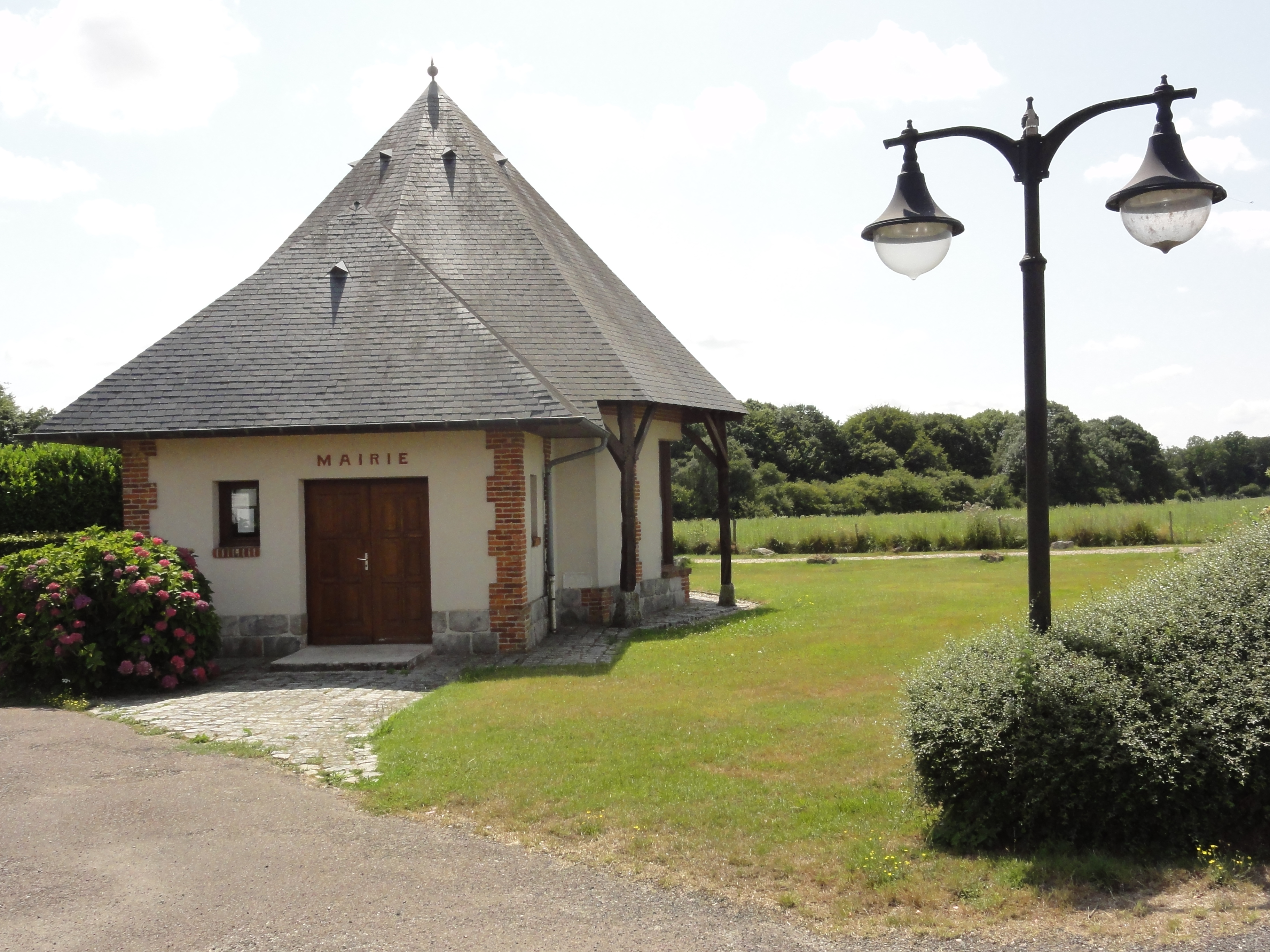
Mairie annexe de Mont-de-l'If.

## Population et société

### Démographie
L'évolution du nombre d'habitants est connue à travers les recensements de la population effectués dans la commune depuis sa création.

En 2022, la commune comptait 1 734 habitants, en évolution de +2,85 % par rapport à 2016 (Seine-Maritime : +0,35 %, France hors Mayotte : +2,11 %).
| 2018  | 2022  |
| ----- | ----- |
| 1 713 | 1 734 |

### Enseignement

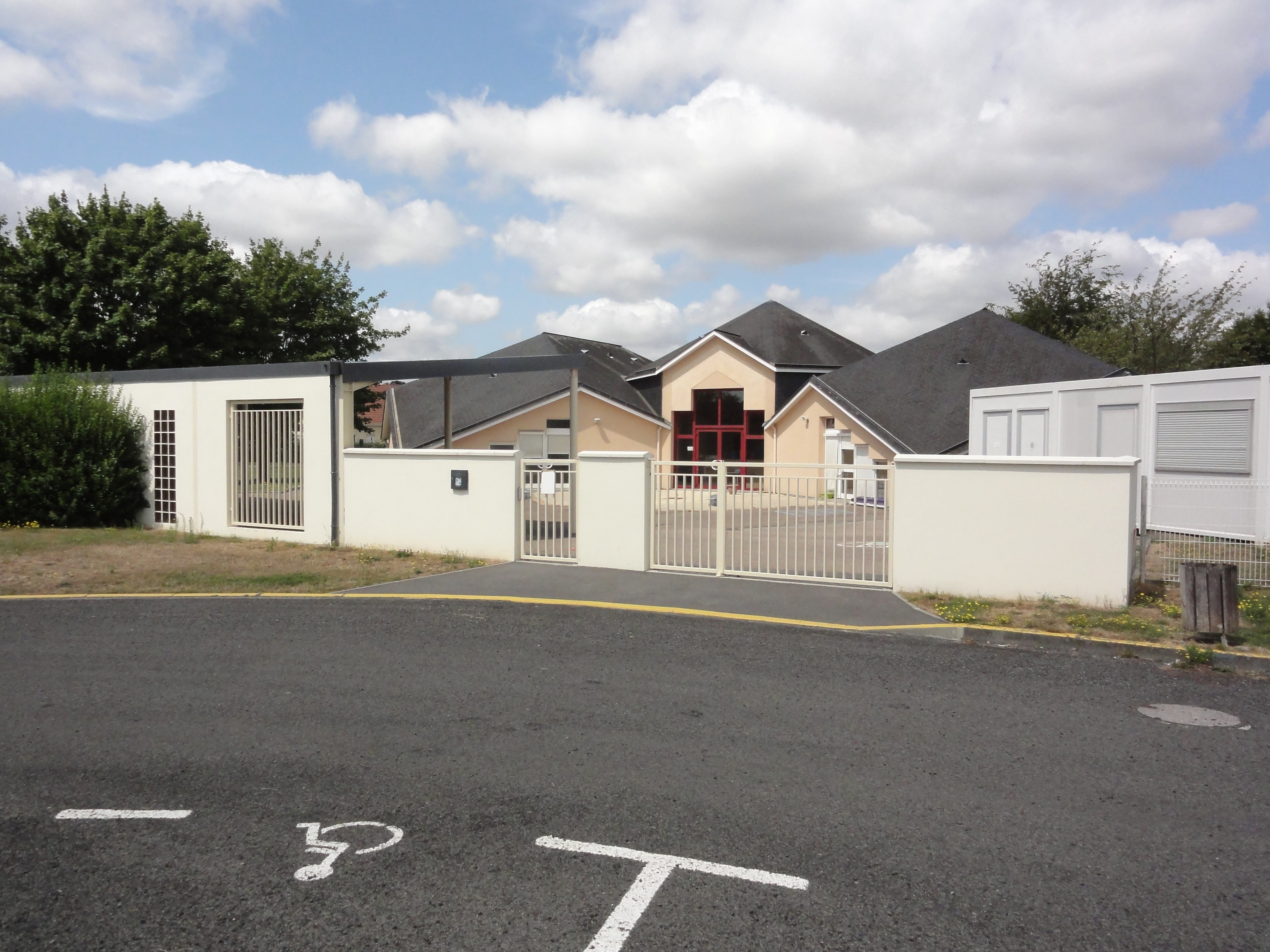
L'école maternelle de Fréville.

La commune nouvelle réalise en 2019 l'extension de l'école de de Betteville, dotée ainsi d'une classe supplémentaire et d'un préau.

### Santé
Saint Martin de l'If réalise en 2019 un cabinet médical, et a vendu un terrain pour la construction d'une pharmacie.

## Économie
Il convient de se reporter aux articles consacrés aux anciennes communes fusionnées.

## Culture locale et patrimoine
Il convient de se reporter aux articles consacrés aux anciennes communes fusionnées.
On peut noter les diverses églises de la commune, qui correspondent aux anciennes paroisses des villages.

Les églises de Saint Martin de l'If
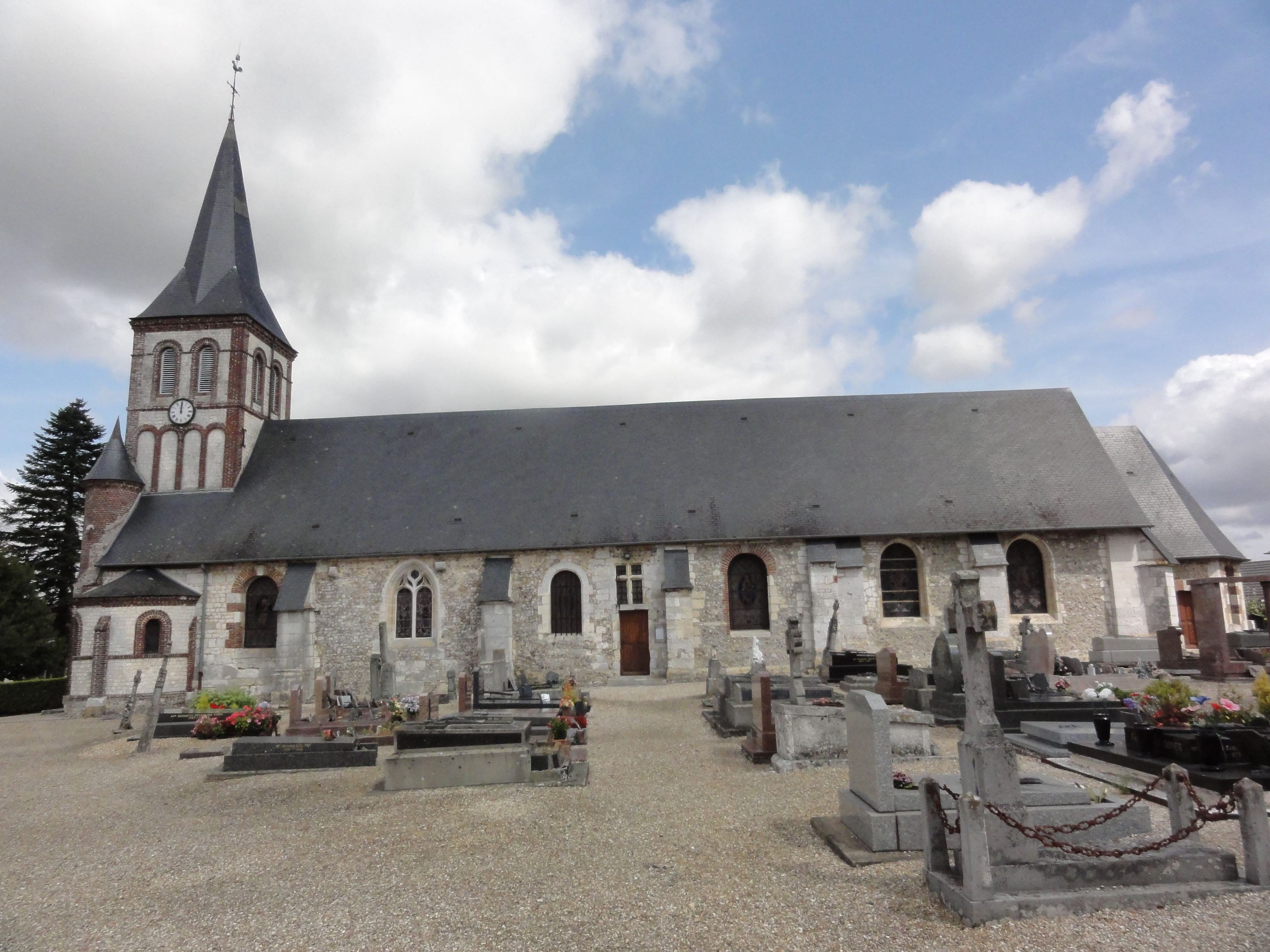
Église Saint-Ouen de Betteville.
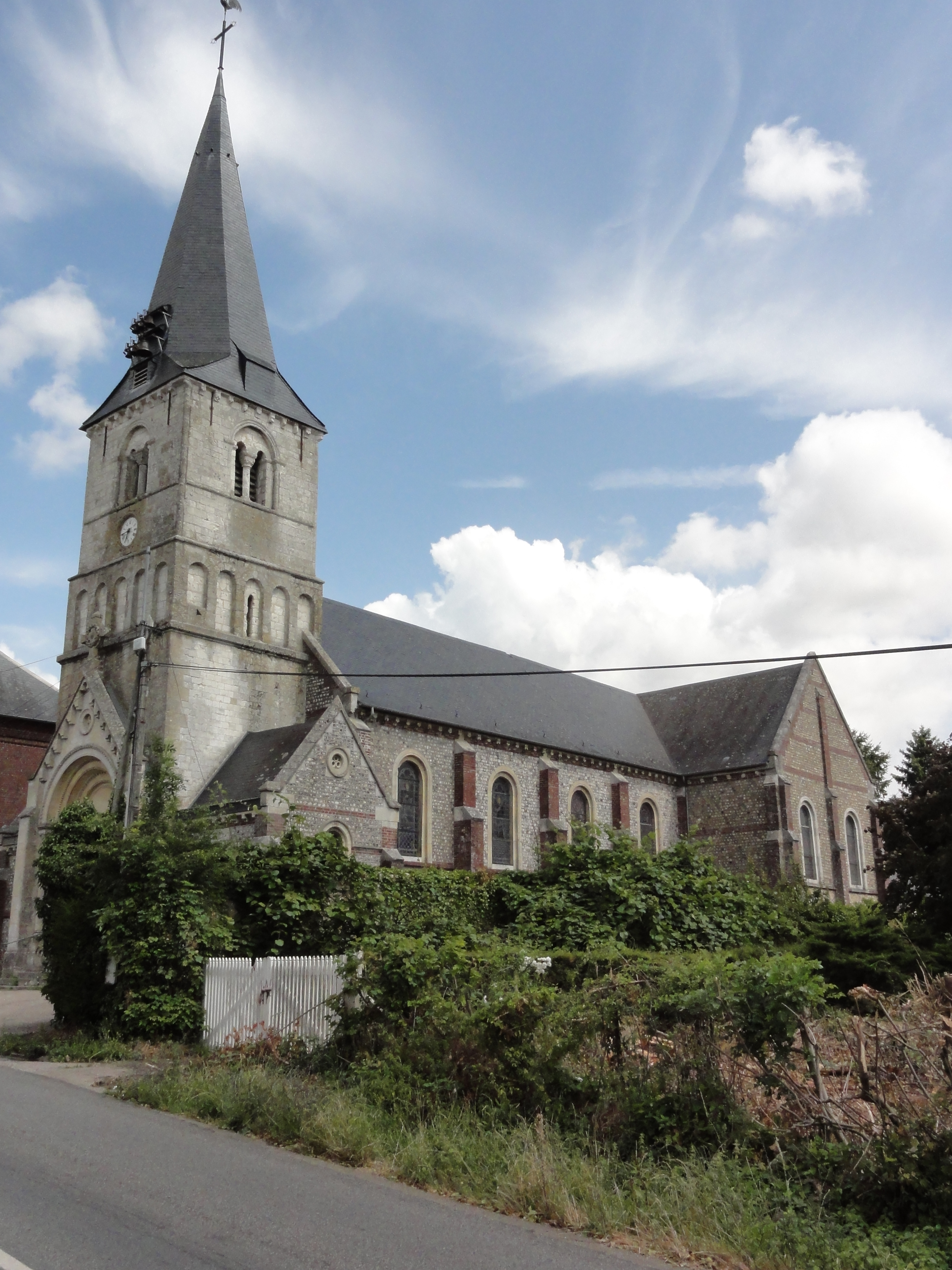
Église Saint-Martin de Fréville.
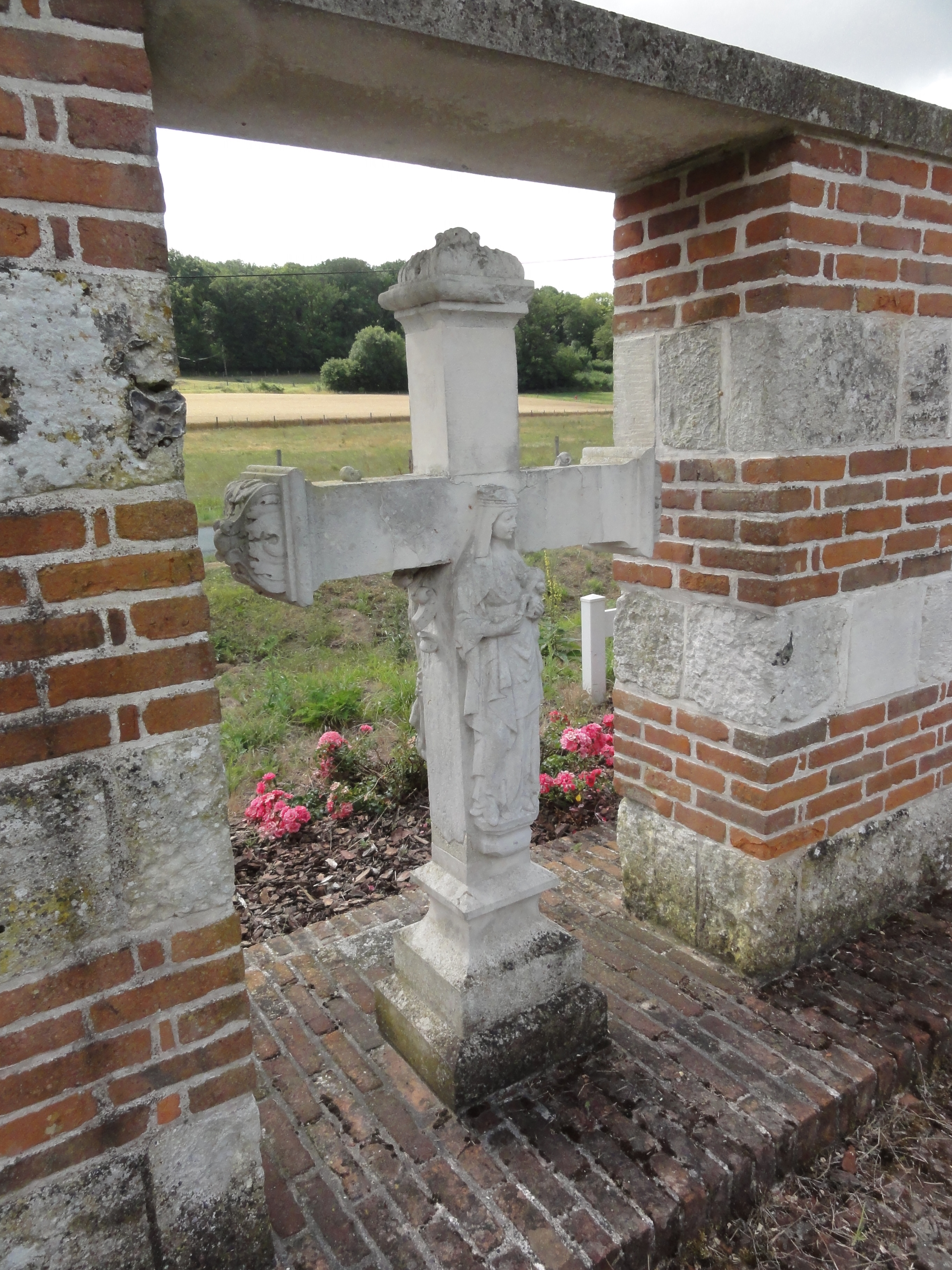
Croix commémorant l'église disparue Saint-Vincent de La Folletière.
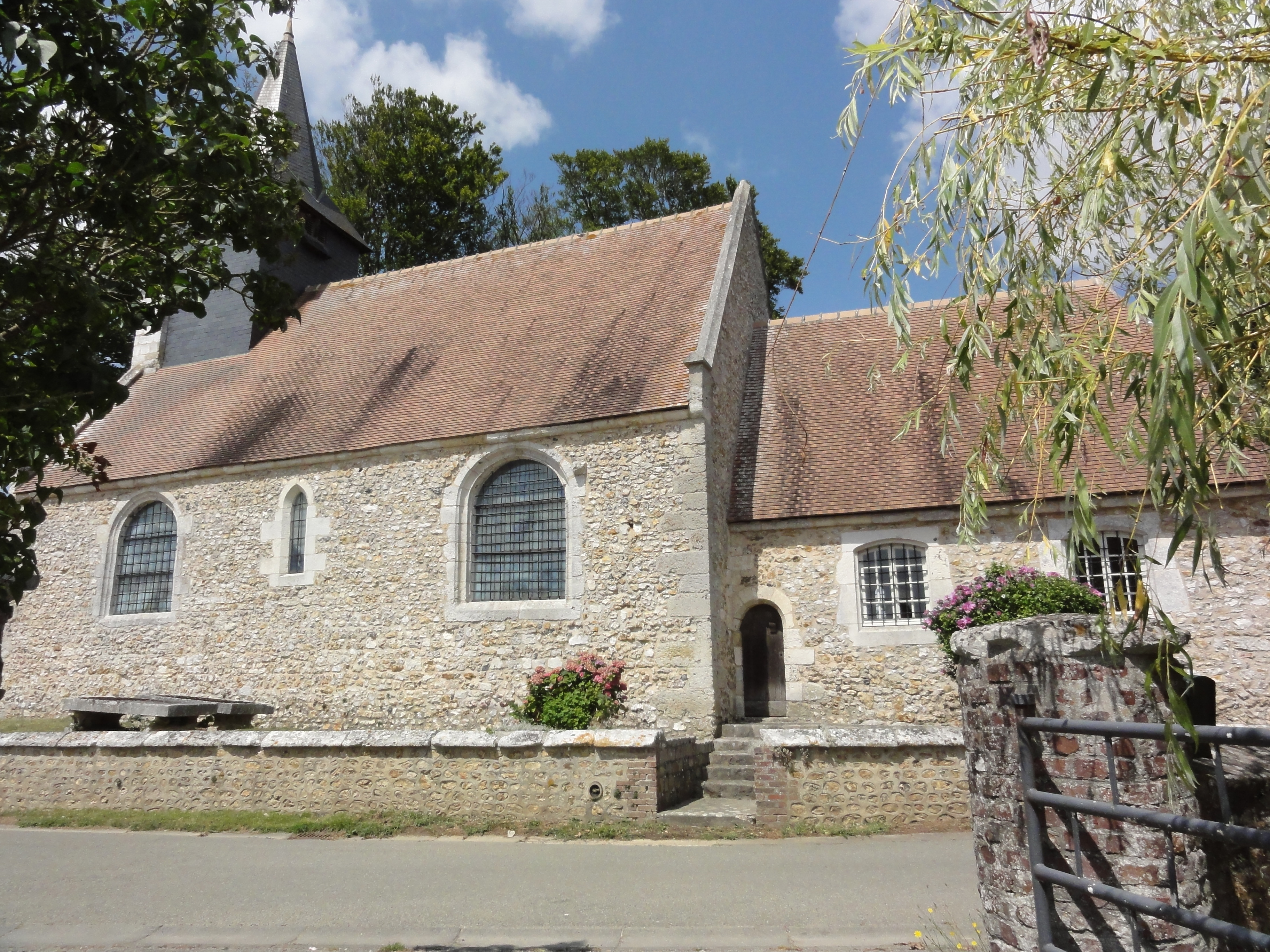
Église de la Trinité de Mont-de-l'If.